# Matthias Julian Wörz
Matthias Julian Wörz (* 1983) ist ein deutscher Filmregisseur und Drehbuchautor.

## Leben
Wörz studierte ab 2003 an der Freien Universität Berlin Theaterwissenschaft, Philosophie und Neuere Geschichte und absolvierte 2013 mit dem Magister Artium. Daran schloss er im selben Jahr eine Ausbildung zum Drehbuchautor an der Skriptakademie Berlin an. 2015/2016 folgte zudem eine Ausbildung zum Theaterpädagogen.
Wörz inszenierte bereits 2008 Macbeth.Streben nach Macht am Theaterhaus Mitte in Berlin. 2009 produzierte Wörz zusammen mit dem Schauspieler Daniel Faust die Mockumentary 3 Wochen Sonnenallee, in der Faust als ein rechtsradikaler Verbrecher und Ex-Häftlings zu sehen ist, der in Neukölln Fuß fassen will und die Bewährungsauflage erhält, sich anhand einer Dokumentation zu resozialisieren.
Sein Spielfilmdebüt feierte Wörz mit dem Film Ein Tag von 2010. In den Hauptrollen waren Sebastian Freigang, Johannis Hendrik Langer, sowie Daniel Faust zu sehen.
2018/2019 folgte sein zweiter Film Kalaschnikow. In diesem Film beschäftigt sich Wörz mit dem Thema Freitod. 
Matthias Julian Wörz lebt in Berlin.

## Filmografie
- 2009: 3 Wochen Sonnenallee (Kurzfilm, Kamera/Regie)
- 2010: Ein Tag (Kurzfilm, Regie)
- 2020: Kalaschnikow (Darsteller, Regie)